# Theatrum Vitae Humanae
Theatrum Vitae Humanae ist eine Art Universalenzyklopädie in Latein, die nach aristotelisch-ramistischer Methode systematisch strukturiert ist. Das Werk wurde erstmals 1565 in Basel von Theodor Zwinger dem Älteren publiziert. Zwingers Sohn, Jakob Zwinger, führte das Theatrum kurzzeitig fort. Die folgenden Auflagen von 1571, 1586 und 1604 wurden jeweils erweitert.

„Theodor Zwingers Theatrum vitae humanae ist die vielleicht umfangreichste Wissenssammlung, die ein einzelner Mensch je in der frühen Neuzeit erstellte.“ (Zedelmaier, S. 113)

## Ausgaben

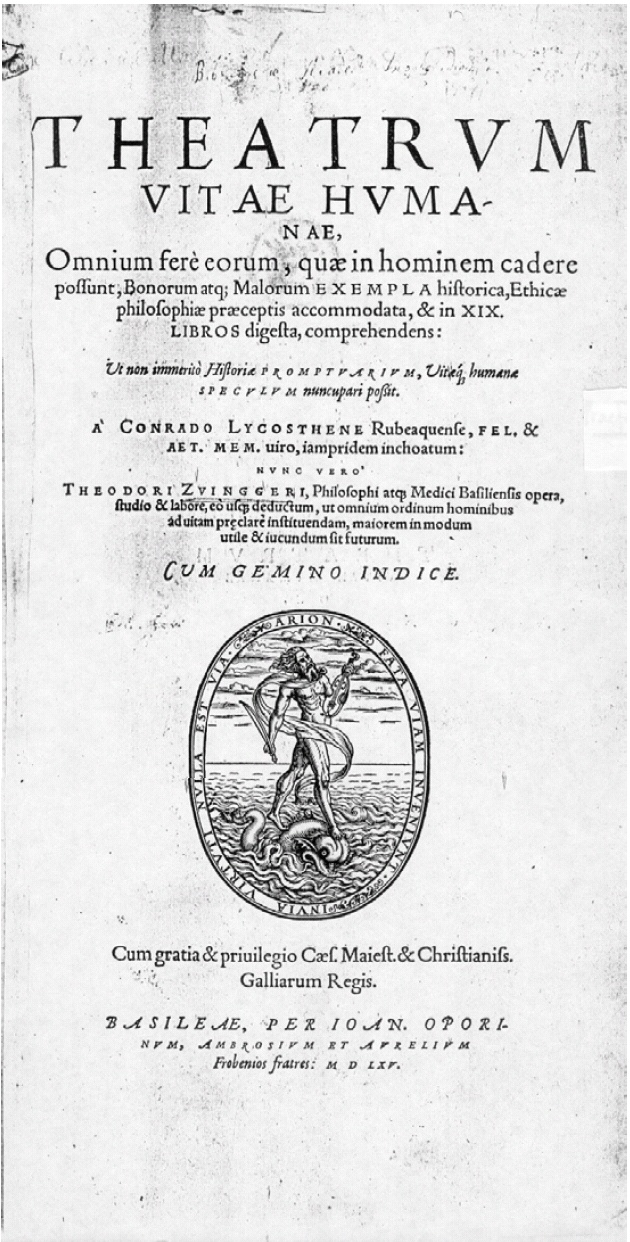
Titelblatt des Theatrum Vitae Humanae. 1565

- Theatrum vitae humanae, omnium fere eorum, quae in hominem cadere possunt, bonorum atque malorum exempla historica, ethicae philosophiae praeceptis accomodata, et in XIX. libros digesta, comprehendens: ut non immerito historiae promtuarium, vitaeque humanae speculum nuncupari poßit. A Conrado Lycosthene Rubeaquense […] inchoatum […]. Cum gemino indice. Froben, Basel 1565
- Theatrum vitae humanae a Theodoro Zvinggero […] post primam Conr. Lycosthenis Rubeaquensis manum plus myriade Exemplorum auctum, methodice digestum, accurate recognitum. Acceßit elenchus triplex, methodice scilicet, titulorum, et exemplorum […]. Froben, Basel 1571
- Theatrum vitae humanae […]. Primum a Conrado Lycosthene Rubeaquense […] inchoatum: deinde Theodori Zwinggeri philosophi et medici Basiliensis studio et labore eousque deductum, ut omnium ordinum hominibus ad vitam praeclare instituendam utile et iucundum sit futurum: Hac vero editione permultis locis et exemplis auctum et locupletatum: a multis etiam haeresibus erroribus, quae pio lectori et vero catholico nauseam movere potuissent, consulto vindicatum et repurgatum. Adiecto praeterea indice locupletisißimo, cum rerum, tum nominum propriorum, eo studio arteque concinnato, ut omnia hoc opere contenta, tanquam per compendium, ordine alphabetico digesta lectori exhibeat. Chesneau, Paris 1571
- Theatrum humanae vitae […]. Tertiatione nouem voluminibus locupletatum, interpolatum, renouatum. Cum tergemino elencho, methodi scilicet, titulorum & exemplorum […]. Episcopius, Basel 1586
- Theatrum humanae vitae […]. Tertiatione novem voluminibus locupletatum, interpolatum, renovatum Jacobi Zvingeri fil. ecognitione plurium inprimis recentiorum exemplorum auctario, Titulorum et Indicum certitudine ampliatum. Cum […] quadrigemino elencho, methodi scilicet, titulorum, exemplorum, rerum et verborum. Henripeter, Basel 1604[2]